# Espoirs Nouakchott
El Espoirs Nouakchott es un equipo de fútbol de Mauritania que juega en la Tercera División de Mauritania, la tercera categoría de fútbol en el país.

## Historia
Fue fundado en el año 1976 en la capital Nouakchott como la selección sub-23 de Mauritania para que los jugadores de la selección tuvieran actividad dentro de la liga y la copa nacional. 
Dejó de ser el club de la selección sub-23 dos años más tarde para ser un equipo independiente, teniendo su mejor época a finales de los años 1970s e inicios de los años 1980s luego de ganar el título de copa en cuatro ocasiones, aunque no juegan en la Liga mauritana de fútbol desde la década de los años 1980s.
A nivel internacional han participado en 3 torneos continentales, en los cuales no han podido superar la primera ronda.

## Palmarés
- Copa de Mauritania: 4

1976, 1977, 1978, 1983

## Participación en competiciones de la CAF
| Temporada | Torneo          | Ronda      | Club            | Casa | Visita | Global      |
| --------- | --------------- | ---------- | --------------- | ---- | ------ | ----------- |
| 1977      | Recopa Africana | Preliminar | Wallidan FC     | 0-0  | 1-1    | 1-1 (a)     |
| 1977      | Recopa Africana | 1          | Stade d'Abidjan | 3-1  | 0-3    | 3-4         |
| 1978      | Recopa Africana | Preliminar | UDIB            | 2-0  | 1-3    | 3-3 (a)     |
| 1978      | Recopa Africana | 1          | RC Kadiogo      | 0-0  | 0-2    | 0-2         |
| 1979      | Recopa Africana | 1          | Wallidan FC     | 1-0  | 0-1    | 1-1 (4-5 p) |